# 向洋町中
向洋町中（こうようちょうなか）は、神戸市東灘区の町名の一つで、人工島六甲アイランドの中心部に相当する。町名は昭和61年（1986年）に、六甲アイランドが大阪湾に面しまさしく海に向かうところからつけられた。
北側の六甲大橋以東と東側全域が向洋町東、六甲大橋以西と西側全域が向洋町西。一丁目から九丁目が存在し、住居表示は未実施。
島の中心部にある商業区域とその東西にある住宅区域、そして南側の文化レクリエーション用地がこの地域にある。
平成17年国勢調査（2005年10月1日現在）における世帯数は6,833、人口17,441で内男性7,870人・女性9,571人。

## 交通

### 鉄道
- R 六甲ライナー
  - (魚崎西町)-アイランド北口駅-アイランドセンター駅-マリンパーク駅

## 施設
- 神戸市立小磯記念美術館
- 神戸ファッションマート
- リバーモール
- デカパトス
- 神戸市立向洋小学校
- 神戸市立六甲アイランド小学校
- 神戸市立向洋中学校
- 神戸市立六甲アイランド高等学校
- カナディアン・アカデミー
- 神戸レディースフットボールセンター